# Trận Phì Thủy
Trận Phì Thủy (Phì Thủy chi chiến: 淝水之戰) là trận đánh nổi tiếng năm 383 thời Đông Tấn - Ngũ Hồ thập lục quốc trong lịch sử Trung Quốc giữa quân Tiền Tần và quân Đông Tấn. Trên 90 vạn quân Tiền Tần gồm nhiều sắc tộc Ngũ Hồ và Hán, dưới sự chỉ huy của vua Tần Phù Kiên vừa thống nhất miền bắc đi thân chinh, cuối cùng bị quân Đông Tấn dưới sự chỉ huy của danh tướng Tạ Huyền đập tan. Không chỉ quân Tiền Tần tan nát mà bản thân vua Tần Phù Kiên cũng bị thương. Trận chiến Phì Thủy, với đại thắng của quân Đông Tấn, được đánh giá là trận đánh quan trọng nhất thời kỳ Ngũ Hồ thập lục quốc, và cũng được xem là một trong những trận "lấy ít thắng nhiều" tiêu biểu nhất trong lịch sử.
Ngoài ra, trận đánh này được xem là một trong những trận chiến lừng danh nhất trong lịch sử Trung Quốc. Sau thảm họa Phì Thủy, Nhà nước Tiền Tần không thể nào vực dậy được nữa, và hai năm sau thì sụp đổ hoàn toàn, trong khi Nhà nước Đông Tấn vẫn vững tồn nhờ đại thắng này.

## Hoàn cảnh
Khi các dân tộc Hồ từ phương bắc tràn xuống đánh chiếm miền bắc Trung Quốc nhân loạn bát vương, nhà Tấn suy yếu phải rút về phía nam, đóng đô ở Kiến Khang.
Miền bắc, các tộc Hồ gồm Hung Nô, Yết, Chi, Tiên Ti, Khương đánh lẫn nhau và chia làm nhiều nước. Từ năm 350, nước Tiền Tần do thủ lĩnh người Chi (hay Đê 氐) là Phù Hồng sáng lập, dần dần lớn mạnh dưới thời vua thứ 4 là Phù Kiên - một ông vua mạnh mẽ và có tham vọng lớn lao. Phù Kiên có mưu sĩ người Hán là Vương Mãnh trợ giúp, lần lượt tiêu diệt các nước Hồ phương bắc vào năm 376. Về cơ bản, lần đầu tiên Phù Kiên thống nhất toàn miền bắc Trung Quốc kể từ năm 304.
Ngay trước khi Phù Kiên thống nhất miền bắc, năm 375, Vương Mãnh qua đời. Tuy nhiên, ý định nhất thống Ngũ Hồ của ông tiếp tục được thực hiện. Trước lúc lâm chung, Vương Mãnh nói với Phù Kiên: 
| “            | ...Triều Đông Tấn tuy dời về Ngô Việt, nhưng là triều đại chính thống của Trung Hoa, trên dưới yên ổn. Sau khi thần chết, không nên tấn công Đông Tấn. Thần chết rồi, nhà vua không có bầy tôi giúp đỡ giỏi, đừng dấy việc can qua là hay. | ” |
| — Vương Mãnh | |   |

Tuy nhiên, sau khi Vương Mãnh chết, Phù Kiên tiếp tục diệt được nước Đại để làm chủ toàn miền bắc nên rất tự tin vào sức mạnh của mình. Ông thu dụng nhiều tướng sĩ các tộc Ngũ Hồ khác thành một đội quân đông đảo.
Phía Đông Tấn, theo đánh giá của các sử gia thì tình hình đúng như nhận định của Vương Mãnh. Dù trước đó đôi lúc có sự tranh chấp nội bộ như loạn Vương Đôn, quyền thần Hoàn Ôn, nhưng sau khi Hoàn Ôn mất (373), nội bộ Đông Tấn khá hòa thuận. Cầm quyền trong triều là thừa tướng Tạ An và Vương Bưu Chi đều là danh sĩ đương thời, có tài năng. Bên ngoài, các tướng họ Hoàn dưới quyền Hoàn Ôn trước đây vẫn được trọng dụng: Hoàn Hoát giữ Kinh châu, Hoàn Xung giữ Giang châu; các tướng này đều ủng hộ chính quyền trung ương.

## Diễn biến trước trận đánh

### Quân Tần nam tiến
Phù Kiên không nghe theo lời trăn trối của Vương Mãnh, quyết ý nam tiến. Năm 378, ông sai con trai là Phù Phi đánh Tương Dương, Vi Chung đánh Ngụy Hưng, Bành Siêu đánh Bành Thành, Câu Nan, Mao Thịnh, Thiệu Bảo đánh Hoài Âm và Vu Thai. Hai phía đông tây của Tấn đều nguy cấp.
Chiến sự Tương Dương rất ác liệt, suốt từ tháng 3 năm 378 đến tháng 2 âm lịch năm 379. Quân Tần có 10 vạn người công phá 10 tháng không hạ nổi. Tướng Tấn là Chu Tự quyết giữ thành không hàng. Mẹ Tự là Hàn thị đích thân động viên dân trong thành góp sức sửa đắp thành để cố thủ. Đến tận tháng 2 năm 379, Chu Tự bị Lý Bá Hộ làm nội phản, mở thành cho quân Tần vào. Chu Tự bị bắt. Thứ sử Kinh châu của Tấn là Hoàn Xung dời đồn Giang Lăng bờ bắc về Thượng Minh bờ nam, vì sợ thế quân Tần nên không dám phát binh cứu Tương Dương.
Phù Kiên ghét bầy tôi phản chủ, nên giết Bá Hộ mà trọng dụng Chu Tự, phong làm thượng thư Độ chi.
Tháng 4 năm đó, Ngụy Hưng của Tấn cũng thất thủ, tướng Tấn là Cát Ấp cũng tuyệt thực mà chết.

### Phản ứng của Đông Tấn
Triều đình nhà Tấn họp bàn cử người mang quân ra chống giữ. Mọi người tranh luận mãi, cuối cùng Tạ An tiến cử cháu là Tạ Huyền. Trung thư lang Hi Siêu vốn bất hòa với Tạ Huyền nhưng khi nghe Tạ An tiến cử Tạ Huyền lại tỏ ra rất mừng rỡ, khen ngợi Tạ An.
Tấn Hiếu Vũ đế bèn phong Tạ Huyền làm Kiến Vũ tướng quân, thứ sử Duyện châu, lo việc quân sự Quảng Lăng, Tương Giang, Lâm Giang, trấn thủ Giang Lăng. Tạ Huyền nhận lệnh xong bèn chiêu mộ binh sĩ, tổ chức thành "quân Bắc phủ" vì khi đó quân Tấn đang rất thiếu lực lượng chiến đấu.
Nghe tin Tương Dương nguy cấp, Tạ Huyền mang quân đi cứu viện, nhưng chưa đến nơi thì Tương Dương đã mất.
Bành Siêu dẫn 7 vạn quân đi công phá Bành Thành. Tạ Huyền nghe tin lại mang 1 vạn quân đi cứu ứng. Trên đường đi, một mặt ông sai tướng Điền Hoành đến Bành Thành, báo cho quân trong thành biết viện binh sắp đến cứu để yên tâm giữ thành, mặt khác ông chia quân đi cướp quân trang của Bành Siêu ở Thành Lưu. Phù Kiên lo lắng bèn ra lệnh cho Bành Siêu về lo bảo vệ quân nhu. Các tướng Tấn trong Bành Thành là Đái Độn và Đái Lộc hợp binh phá vỡ vòng vây ra ngoài.
Năm 379, Bành Siêu và Câu Nan lại mang quân đánh Đông Tấn, lần lượt chiếm Vu Thai và Hoài Âm. Quân Tấn thua trận, tướng Mao Tảo tử trận còn Mao An bỏ chạy. Quân Tần tập trung 3 vạn quân đánh Tam A. Tạ Huyền xuất phát từ Giang Lăng đi cứu, đánh nhau với quân Tần ở Bạch Mã Đường, đánh lui quân Tần, chém tướng Đô Nhan. Tam A được giải vây.
Năm 380, em Phù Kiên là Phù Lạc cậy công đánh được nước Đại nên làm phản. Phù Kiên mang quân nhanh chóng dẹp tan, giết chết Lạc.
Vòng vây với Đông Tấn tuy tạm thời được mở khi vua Tần rút đại quân về bắc nhưng quân Tấn vẫn không lấy lại được Bành Thành.

### Phù Kiên cất đại quân
Dẹp xong nội loạn, lại tạo được thế bao vây Đông Tấn, Phù Kiên quyết ý cất đại quân đi diệt Đông Tấn, dù nhiều đại thần can ngăn.
Để chuẩn bị chiến tranh, ông ra lệnh trưng dụng tất cả ngựa công và tư, các châu quận cứ 10 người thì 1 người phải tòng quân. Ngay cả các con em nhà quyền quý dưới 20 tuổi cũng bị động viên, gọi là quân Vũ Lâm lang. Ông huy động trên 90 vạn quân, gồm 60 vạn bộ binh, 27 vạn kị binh, 3 vạn quân Vũ Lâm lang, đủ các sắc tộc Hán và Hồ, dùng nhiều tướng người Ngũ Hồ đi nam tiến. Đại quân có hơn 1 vạn thuyền chở lương.
Tháng 8 năm 383, Phù Kiên dẫn quân xuống phía nam. Cả đoàn quân Tiền Tần hùng mạnh hành quân kéo dài hàng ngàn dặm.

## Quyết chiến ở sông Phì Thủy
Tướng tiên phong của Tiền Tần là Phù Dung (em trai Phù Kiên) mang 27 vạn quân đi trước, tiến đến Dĩnh Khẩu. Tháng 9 năm đó, Phù Kiên tấn công Hạng Thành. Ngoài ra còn có các cánh quân Kinh châu tiến đến Uy Dương, cánh quân U châu và Ký châu tiến đến Bành Thành, quân từ Thục tiến vào Trường Giang, Hán Giang.
Tấn Hiếu Vũ đế quyết định cử Tạ An làm Đô đốc lo việc quân sự cả châu Dương, Tượng, Từ, Duyện, Thanh, kiêm thái thú Kiến Khang; Tạ Thạch làm Chinh lỗ tướng quân; Tạ Huyền được phong làm Đô đốc tiên phong, dẫn 8 vạn quân ra đương đầu với quân Tần. Ngoài ra còn có tướng Hồ Lâm được lệnh mang 5000 quân thủy ra tiếp ứng ở Thọ Dương.
Tháng 10, tướng Tiền Tần là Mộ Dung Thùy đánh Vân Thành, Phù Dung tấn công Thọ Dương, áp sát Hiệp Thạch; Lương Thành mang 5 vạn quân tiến vào Lạc Gián, chặn đường tiếp viện của quân Tấn cho Hiệp Thạch.
Trước thế mạnh của quân Tần, Tạ Huyền và Tạ Thạch dựng trại cách Lạc Gián khoảng 25 dặm, không thể tiến lên nữa. Tướng Tấn là Hồ Lâm phòng thủ Hiệp Thạch, lương thảo đã hết, liền viết thư cho Tạ Thạch cáo cấp tình hình. Phù Dung bắt được thư của sứ giả Đông Tấn, bèn báo lại cho Phù Kiên. Phù Kiên để lại phần lớn quân ở lại Thuận Thành, còn mình tự dẫn 8000 kỵ binh đến Thọ Dương.
Tạ Huyền và Tạ Thạch lo lắng. Phù Kiên sai hàng tướng Chu Tự đến doanh trại của Tạ Huyền dụ hàng. Chu Tự sau khi thất thủ Tương Dương vẫn có chí theo Đông Tấn, bèn mang hết tình hình quân Tần báo cho Tạ Huyền. Tự còn khuyên Tạ Huyền:
| “        | Nếu để cho quân Tần đến đủ cả trăm vạn thì khó lòng phá nổi. Hãy nhân khi quân nó chưa đến đông đủ mà tấn công thì mới có thể thắng được. | ” |
| — Chu Tự | |   |

Tháng 11 năm đó, Tạ Huyền sai Lưu Lao Chi mang 5 nghìn quân sĩ đến Lạc Gián. Quân Lưu Lao Chi đến cách Lạc Gián 10 dặm thì bị quân Tần chặn lại. Năm vạn quân tinh nhuệ của viên tướng người Đê tộc Lương Thành chờ đêm tối bắt đầu dùng dây chão to giăng ngang kéo bè gỗ vượt sông, tập hợp bên bờ nam Hoài Thủy, phía tây Lạc Giản, liền đêm xây dựng mộc trại. Đương lúc người ngựa mệt mỏi, Lưu Lao Chi và Hà Khiêm theo hai đường thủy lục đồng thời tiến đến, trước lúc trời sáng bí mật xông vào, trước tiên cắt đứt giao thông trên sông, lúc ấy còn gần một vạn quân lính chưa kịp qua sông Hoài. Thủy quân trên thuyền của Bắc Phủ binh trước tiên bắn hỏa tiễn đốt cháy doanh lũy, Đê binh đang quá mỏi mệt lập tức vỡ trận tán loạn, Lưu Lao Chi thân suất năm ngàn tinh kỵ chia thành bốn mũi tập kích đại quân Lương Thành đã qua sông, đám này lập tức tan vỡ, tranh nhau bỏ chạy về phía Hoài Thủy, trận chiến hai bên giao tranh biến thành một bên mặc sức chém giết. Lưu Lao Chi chém Lương Thành và Vương Hiển, Vương Vịnh cùng hàng chục viên tướng, Đê binh trận này chết hơn một vạn năm ngàn, đám còn lại tán loạn chạy trốn vào Biên Hoang. Lưu Lao Chi thu quân khải hoàn kéo thẳng về Hạp Thạch thành.
Vua Phù Kiên đứng trên núi Bát Công thấy quân Tấn dũng mãnh bắt đầu lo lắng, bèn sai bộ tướng của Phù Dung là Kỳ Liệt mang quân đóng ở bờ bắc sông Phì Thủy. Tạ Huyền bèn sai sứ đến nói với Phù Dung rằng:
Ông là người tinh thông binh pháp, vậy lại dàn quân ngay mặt trước, như thế là có ý lưu lại đánh lâu ngày, không muốn thắng nhanh. Chi bằng hãy lui lại phía sau một ít để quân tôi qua sông, quyết một trận sống mái cho xong!
Phù Kiên muốn nhân lúc quân Tấn qua nửa chừng thì đánh úp nên chấp thuận đề nghị đó trong khi các tướng Tần phản đối. Phù Dung tán đồng ý kiến của Tạ Huyền, bèn hạ lệnh cho quân lui lại để chờ quân Tấn. Quân Tần đông, rút lui dần dần loạn đội hình. Hàng tướng Chu Tự cầm 1 cánh quân, nhân đó hô to:
| “        | Quân Tần thua to rồi! | ” |
| — Chu Tự |                       |   |

Quân Tần nghe vậy hoảng loạn, tranh nhau chạy trốn, Phù Dung không ngăn lại được. Trong thảm cảnh, nhiều binh sĩ Tiền Tần giày xéo lên nhau mà chết. Tạ Huyền thừa cơ thúc quân qua sông tấn công vào quân Tần. Các tướng Tạ Diễm, Hoàn Y xung trận, quân Tần bị giết rất nhiều. Phù Dung ngã ngựa chết trong đám loạn quân. Vua Phù Kiên cũng trúng tên và bị thương trong thảm họa này.
Tạ Huyền thừa thắng đuổi theo quân Tần đến tận huyện Thọ, thu được chiếc xe vân mẫu của Phù Kiên cùng rất nhiều khí giới và 10 vạn con trâu, bò, ngựa; sau đó lấy lại thành Thọ Xuân. Phù Kiên dẫn tàn quân chạy về Hoài Bắc.

## Hậu quả và ý nghĩa

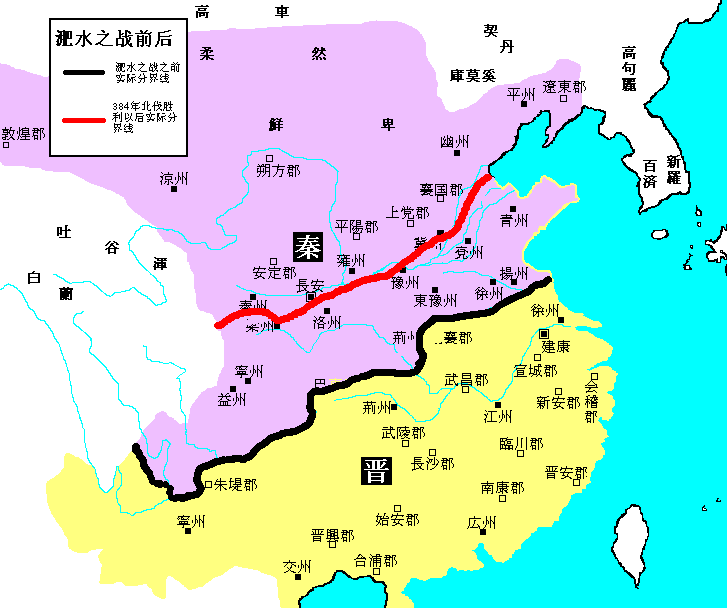
Bản đồ thời Ngũ Hồ thập lục quốc (khoảng 376-388). Viền đen và đỏ lần lượt là biên giới của Tiền Tần (màu hồng, phía Bắc) với Đông Tấn (màu vàng, phía Nam) trước và sau trận Phì Thủy

Trận Phì Thủy là trận chiến lớn nhất thời Ngũ Hồ thập lục quốc, quyết định cục diện đối lập nam bắc. Là đại thắng của quân Đông Tấn với quân số ít hơn hẳn, trận Phì Thủy đã trở thành một trận "lấy ít thắng nhiều" tiêu biểu trong lịch sử. Trận đánh quyết định sự tồn vong của nhà Đông Tấn vốn đã suy yếu vì loạn Ngũ Hồ, làm tan rã nhanh chóng đế quốc Tiền Tần hùng mạnh vừa được xác lập.
Nhân đà thắng lợi, Tạ An bèn cử Tạ Huyền làm Đô đốc tiên phong, cùng tướng Hàng Thạch Kiền đi đánh Tần. Quân Tạ Huyền chiếm được Viên Thành, Quyên Thành. Nhiều thành ở Hà Nam lần lượt xin hàng. Sau đó, ông dẫn quân đánh Thanh châu. Tướng Tần giữ Thanh châu là Phù Lãng bại trận xin hàng.
Đối với Phù Kiên, thất bại Phì Thủy là một đòn chí mạng. Đại quân Tiền Tần của Phù Kiên chạy về bắc, tan rã từng mảng. Ngay sau trận thua này, nhân sự suy yếu của Tiền Tần, các tướng dưới quyền bắt đầu thực hiện ý định ly khai, tái lập thế chia cắt Ngũ Hồ ở miền bắc như trước đây.
Con Tiền Yên vương Mộ Dung Tuấn là Mộ Dung Thùy lập ra nước Hậu Yên, một tướng khác là Mộ Dung Xung chiếm vùng Sơn Tây lập ra nước Tây Yên.
Năm 384, một đại tướng người Khương là Diêu Trường, nhân bị sai đi đánh Tây Yên bại trận, sợ bị Phù Kiên bắt tội, bèn ly khai, lập ra nước Hậu Tần.
Cùng năm 384, tướng Lã Quang ly khai lập ra nước Hậu Lương. Năm 385, một thủ lĩnh người Tiên Ti khác là Khất Phục Quốc Nhân cũng nổi dậy xé đất Tần, lập ra nước Tây Tần (ở vùng Cam Túc ngày nay). Dòng dõi nước Bắc Đại cũ là Thác Bạt Khuê (cháu nội Thác Bạt Thập Dực Kiền), được một số cựu thần trung thành, nhân khi thiên hạ đại loạn, đón lập làm vua, tái lập nước Bắc Đại, đến năm 386 đổi tên là Nguỵ, sử gọi là Bắc Ngụy.
Như vậy, chỉ sau một thời gian rất ngắn sau trận Phì Thủy, miền bắc lại bị chia cắt trở lại, trên bản đồ phía bắc có sự tồn tại của 7 quốc gia.
Bản thân Phù Kiên không sao lập lại được thế thống nhất như trước đây. Không chống nổi sự trỗi dậy các bộ tộc, Phù Kiên bị vua Hậu Tần là Diêu Trường bắt giết năm 385.
Trận thắng lớn này của quân Đông Tấn được xem là một trong những trận chiến lừng danh nhất trong lịch sử Trung Quốc. Từ các sự kiện của trận Phì Thủy người Trung Quốc đã sáng tác một câu thành ngữ nổi tiếng:
| “ | 風聲鶴唳草木皆兵 Phong thanh hạc lệ, thảo mộc giai binh | ” |

Câu thành ngữ này để chỉ quân Tần khi rút chạy sợ hãi đến mức nghe tiếng gió rít (phong thanh), hạc kêu (hạc lệ), nhìn thấy cây cỏ (thảo mộc) mà cũng tưởng là quân Tấn đang đuổi theo mình. Ngoài ra, một thành ngữ khác của người Trung Quốc là "đầu biên đoạn lưu" cũng có nguồn gốc từ thảm họa Phì Thủy của quân Tiền Tần.